# Грецька операція НКВС

Постанова НКВС на Костянтина Челпана, начальника конструкторського бюро Харківського паровозобудівного заводу. Арештований 15 грудня 1937 року, розстріляний.

Гре́цька опера́ція НКВС (рос. Греческая Операция, грец. Eλληνική επιχείρηση της ΛΚΕΥ) — масові репресії проти грецької етнічної меншини в республіках СРСР, які тривали від 15 грудня 1937 року до березня 1938 року (окремі арешти тривали до осені 1938 року). У ході репресій за фальшивими обвинуваченнями у шпигунстві або контрреволюційній діяльності заарештовано понад 20 тисяч греків, переважно чоловіків у віці від 20 до 50 років. З них у середньому по Союзу 93% були розстріляні. Особливо кривавими виявились локальні «грецькі» операції в Донецькій області та Краснодарському краї. Пізніше обвинувачені за 58-ю статтею (в РРФСР і Грузії — 58 стаття, в Азербайджані — 72 стаття, в Україні — 54 стаття), а потім розстріляні або заслані до таборів, реабілітовані. 15 грудня шанується греками у світі, як День пам'яті жертв «Грецької операції» НКВС.

## Передумови та причини
Становище радянської влади в країні, що не встигла отримати підтримки населення після революції та громадянської війни, було хитким. Намагання вибудувати чітку вертикаль влади наштовхувались на опір, у чому влада вбачала власницькі, майнові або націоналістичні мотиви. Ці обставини Сталін вважав найнебезпечнішими. Так, 1930-ті роки позначились не тільки піком розкуркулення, але й «національних чисток».
Проте якщо держави, проти представників яких проводились попередні чистки, мали із СРСР спільні кордони, Грецію від Держави Рад відокремлювало пів-Європи. На думку істориків, греки розділили долю інших меншин через національне піднесення періоду політики коренізації 1920-х років, переважно сільський заможний клас. Не останню роль відіграло й відновлення монархії у Греції 1935 року, а також те, що через рік в результаті перевороту до влади прийшов фашист Іоанніс Метаксас.
7 серпня 1932 року вступив у дію Закон «Про охорону соціалістичної власності» (відомий також як «указ сім восьмих» і «закон про п'ять колосків»). Коли ж на посаді наркома внутрішніх справ СРСР Генріха Ягоду замінив Микола Єжов репресійна машина почала стрімко набирати обертів. 2 липня 1937 року рішення Політбюро ЦК ВКП(б) П51/94 «Про антирадянські елементи» наказувало у строк 5 днів скласти списки усіх осіб, причетних до антирадянських акцій, які підлягали б розстрілу або висилці. У відповідь Єжов 30 липня 1937 року видав наказ за № 00447 «Про операцію з репресування колишніх куркулів, кримінальників та інших антирадянських елементів». Планова кількість осіб до репресування — 259 450 осіб, з них до першої категорії, тобто розстрілу, планово віднесено 72 950 осіб, решта — до другої категорії, яка передбачала висилку у табори терміном від 8 до 10 років. При цьому наказ дозволяв вмотивоване клопотання про збільшення цих цифр.

## Події

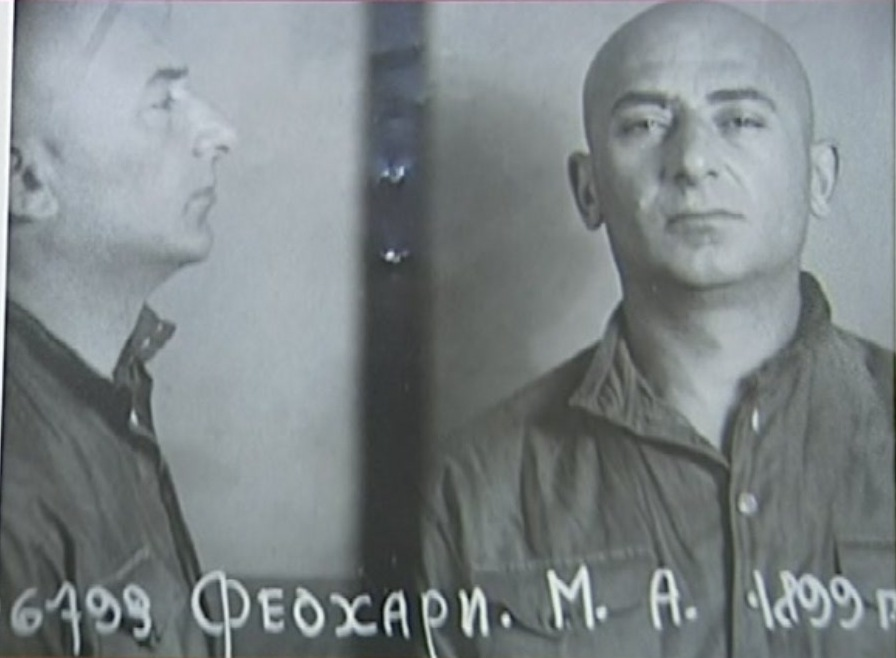
Марк Феохарі, начальник управління у наркоматі заготівель. Фото під час арешту в Москві 2 вересня 1938, помер у таборі на Колимі (фото вперше опубліковане у книзі І. Джухи «Грецька операція»)

Початок репресіям поклала Директива № 50215 від 11 грудня 1937 року за підписом народного комісару внутрішніх справ СРСР М. І. Єжова. Вона повідомляла, що органи НКВС викрили і повинні негайно ліквідувати широку мережу грецьких націоналістичних, шпигунсько-диверсійних, повстанських, шкідницьких організацій, кінцевою метою яких є ліквідація радянської влади в місцях компактного проживання греків на території Радянського Союзу та встановлення буржуазної держави фашистського типу:
| «Матеріалами слідства встановлюється, що грецька розвідка веде активну шпигунсько-диверсійну і повстанську роботу в СРСР, виконуючи завдання англійської, німецької та японської розвідок. Базою для цієї роботи є грецькі колонії в Ростовсько-на-Дону і Краснодарській областях Північного Кавказу, Донецькій, Одеській та інших областях України, в Абхазії та інших республіках Закавказзя, в Криму, а також широко розкидані групи греків у різних містах і місцевостях Союзу. Поряд зі шпигунсько-диверсійною роботою в інтересах німців та японців, грецька розвідка розвиває активну антирадянську націоналістичну діяльність, спираючись на широкий антирадянський прошарок (куркулі-тютюнники і городники, спекулянти, валютники та інші) серед грецького населення СРСР. З метою припинення діяльності грецької розвідки та території СРСР наказую: 1. 15 грудня цього року одночасно в усіх республіках, краях і областях здійснити арешти всіх греків, підозрюваних у шпигунській, диверсійній, повстанській і націоналістичній антирадянській роботі. 2. Арешту підлягають усі греки (грецько-піддані і громадяни СРСР) наступних категорій: а) ті, що перебувають на оперативному обліку і розробляються; б) колишні великі торговці, спекулянти, контрабандисти та валютники; в) греки, які ведуть активну антирадянську націоналістичну роботу, в першу чергу, з середовища розкуркулених, а також усі, хто переховувався від розкуркулення; г) політемігранти з Греції та всі греки, що нелегально прибули в СРСР, незалежно від країни, з якої вони прибули[6]; д) всі осілі на території СРСР греки, так звані, закордонні агенти ІНО НКВС та розвідувального управління РСЧА. … 5. При необхідності здійснення арештів осіб командного і начальницького складу, які мають військові та спеціальні звання, а також фахівців та осіб, що входять до номенклатури ЦК, запитувати санкцію НКВС СРСР. 6. Про результати операції з арештів донести до 18 грудня. Про хід слідства доносити п'ятиденним зведеннями з повідомленням підсумкових цифрових даних і найбільш істотних і важливих свідчень. Народний комісар внутрішніх справ СРСР, генеральний комісар державної безпеки Єжов» Оригінальний текст (рос.) «Материалами следствия устанавливается, что греческая разведка ведет активную шпионско-диверсионную и повстанческую работу в СССР, выполняя задания английской, германской и японской разведок. Базой для этой работы являются греческие колонии в Ростовской-на-Дону и Краснодарской областях Северного Кавказа, Донецкой, Одесской и других областях Украины, в Абхазии и других республиках Закавказья, в Крыму, а также широко разбросанные группы греков в различных городах и местностях Союза. Наряду с шпионско-диверсионной работой в интересах немцев и японцев, греческая разведка развивает активную антисоветскую националистическую деятельность, опираясь на широкую антисоветскую прослойку (кулаки-табаководы и огородники, спекулянты, валютчики и другие) среди греческого населения СССР. В целях пресечения деятельности греческой разведки та территории СССР приказываю:1.15 декабря сего года одновременно во всех республиках, краях и областях произвести аресты всех греков, подозреваемых в шпионской, диверсионной, повстанческой и националистической антисоветской работе.2.Аресту подлежат все греки (греческо-подданные и граждане СССР) следующих категорий: а)находящиеся на оперативном учете и разрабатываемые; б)бывшие крупные торговцы, спекулянты, контрабандисты и валютчики; в)греки, ведущие активную антисоветскую националистическую работу, в первую очередь из среды раскулаченных, а также все скрывавшиеся от раскулачивания; г)политэмигранты из Греции и все греки, нелегально прибывшие в СССР, независимо от страны, из которой они прибыли; д)все осевшие на территории СССР греки, так называемые закордонные агенты ИНО НКВД и разведывательного управления РККА.…5.При необходимости производства арестов лиц командного и начальствующего состава, имеющие военные и специальные звания, а также специалистов и лиц, входящих в номенклатуру ЦК, запрашивать санкцию НКВД СССР.…7.О результатах операции по арестам донести к 18 декабря. О ходе следствия доносить пятидневными сводками с сообщением итоговых цифровых данных и наиболее существенных и важнах показаний.Народный комиссар внутренних дел СССР Генеральный комиссар государственной Безопасности ЕЖОВ» |
Текст директиви майже збігається із текстом попередніх директив НКВС, які розпоряджались щодо інших національних чисток: латиської операції (від 30 листопада 1937 року), фінської, естонської, румунської тощо. Вона чітко вказувала число греків, яких необхідно заарештувати, скільки з них розстріляти і відправити до таборів на 10 років. На підготовку списків із прізвищами для виписки ордерів на арешт відводились три доби. Наступного дня після підписання Директиви 12 грудня 1937 року відбулись вибори, в результаті яких депутатами Верховної Ради СРСР ставали серед інших і греки: Герой Радянського Союзу Іван Папанін, Герой Соціалістичної Праці Паша Ангеліна, Герой Радянського Союзу Володимир Коккінакі (пізніше стали двічі Героями) та інші.
15 грудня 1937 року хвиля арештів пройшла Грузією, Кримом, Донецькою та Одеською областями України, Краснодарським краєм та Азербайджаном. Операція виявилась найбільш кривавою серед інших «національних» на теренах СРСР. В першу ж ніч у Харкові серед понад 30 греків заарештували Костянтина Челпана — головного конструктора двигуна танка Т-34, якого нещодавно нагородили орденом Леніна. За десять днів операції в республіках Радянському Союзу заарештували близько 8 000 греків.
31 січня 1938 року вийшла постанова Політбюро ЦК ВКП(б) № П57/49 із дозволом на подовження строків репресій, позасудовий порядок розгляду справ та пропозицією проведення нових етнічних чисток:
| 1. Дозволити Наркомвнусправ продовжити до 15 квітня 1938 операцію по розгрому шпигунсько-диверсійних контингентів з поляків, латишів, німців, естонців, фінів, греків, іранців, харбінців, китайців та румунів, як іноземних підданих, так і радянських громадян, відповідно до існуючих наказів НКВС СРСР. 2. Залишити до 15 квітня 1938 існуючий позасудовий порядок розгляду справ заарештованих за цими операціями людей, незалежно від їх підданства. 3. Запропонувати НКВС СРСР провести до 15 квітня аналогічну операцію і погромити кадри болгар і македонців, як іноземних підданих, так і громадян СРСР. СЕКРЕТАР ЦК Оригінальний текст (рос.) 1. Разрешить Наркомвнуделу продолжить до 15 апреля 1938 года операцию по разгрому шпионско-диверсионных контингентов из поляков, латышей, немцев, эстонцев, финнов, греков, иранцев, харбинцев, китайцев и румын, как иностранных подданных, так и советских граждан, согласно существующих приказов НКВД СССР. 2. Оставить до 15 апреля 1938 года существующий внесудебный порядок рассмотрения дел арестованных по этим операциям людей, вне зависимости от их подданства. 3. Предложить НКВД СССР провести до 15 апреля аналогичную операцию и погромить кадры болгар и македонцев, как иностранных подданных, так и граждан СССР. СЕКРЕТАРЬ ЦК |
Оперуючи приблизними цифрами, Іван Джуха називає 7 600 — 9 400 жертв «грецької» операції 1937—1938 років в Україні (таб. 1).
Таблиця 1. Кількість жертв «грецької» операції в Україні за регіонами
| Область (місто)    | Кількість жертв, осіб |
| ------------------ | --------------------- |
| Донецька область   | 5700 — 6500           |
| Одеська область    | 500 — 800             |
| Запорізька область | 400 — 600             |
| Харків             | 200 — 300             |
| Київ               | 100 — 200             |
| Інші регіони       | 700 — 1000            |

Греків судили не «трійки», а особлива нарада, до складу якої входив особисто Микола Єжов та генеральний прокурор СРСР Андрій Вишинський. Із тюрм в регіонах до Москви надходили списки з іменами заарештованих (як і в ході попередніх національних операцій). Тільки проти кожного десятого прізвища зазначалось «10 років таборів», решта — «Розстріляти». Чиновники швидко розглядали списки і цілими альбомами подавали на підпис Єжову та Вишинському. Тому такий спосіб винесення вироку називають «альбомним».
Найбільшим «островом» табірного архіпелагу пізніше стала Колима — щонайменше півтори тисячі греків потрапили до таборів Колими, близько 100 осіб — до Норильського табору, понад 130 — до таборів республіки Комі, понад 200 осіб — у казахстанські, 60-80 чоловіків — в Архангельські табори. З таборів повернулася лише половина висланих. У «Довідці про склад ув'язнених, що містяться у ВТТ НКВС на 1 січня 1939 року» згадуються 2 030 греків. Крім того у таборах відбували покарання ще 451 грек — громадяни Греції (грецько-піддані становили 11% серед іноземців — в'язнів ГУЛАГу). Тобто загалом у таборах станом на 1938 рік перебувало близько 2 500 греків, з них 600—800 осіб загинуло в період 1938—1941 років.
Крім того велась активна діяльність з розкриття контрреволюції. Міфічні контрреволюційні організації викрили у Ростові-на-Дону, Маріуполі та чи не кожному грецькому селі Приазов'я, Баку, Краснодарі, Ашхабаді, підмосковних Люберцях та навіть заполярній Ігарці. Серед інших заходів «грецької» операції: закриття усіх в СРСР національних грецьких шкіл, видавництв, газет. Розформовано Грецький національний район на Кубані (серед репресованих 92—94% розстріляно), на його місці сформовано Кримський район.

### Грецька операція в Приазов'ї

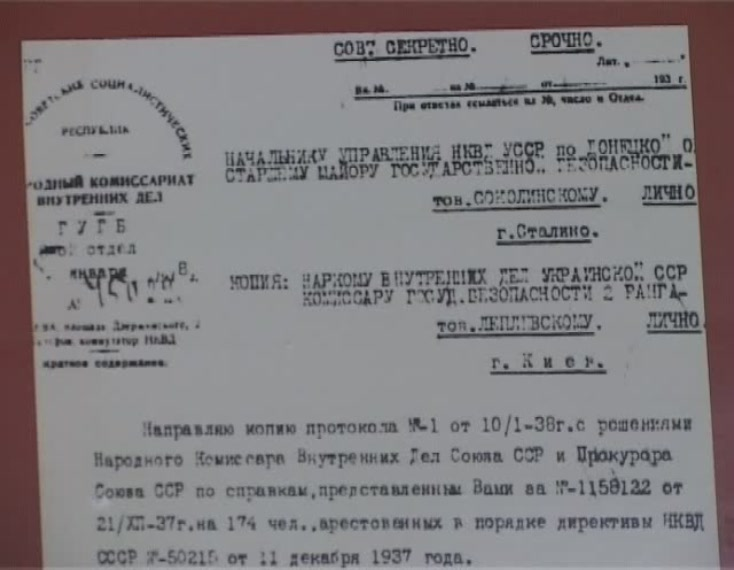
Копія Протоколу № 1 від 10 січня 1938 року по приазовських греках, 1 сторінка…

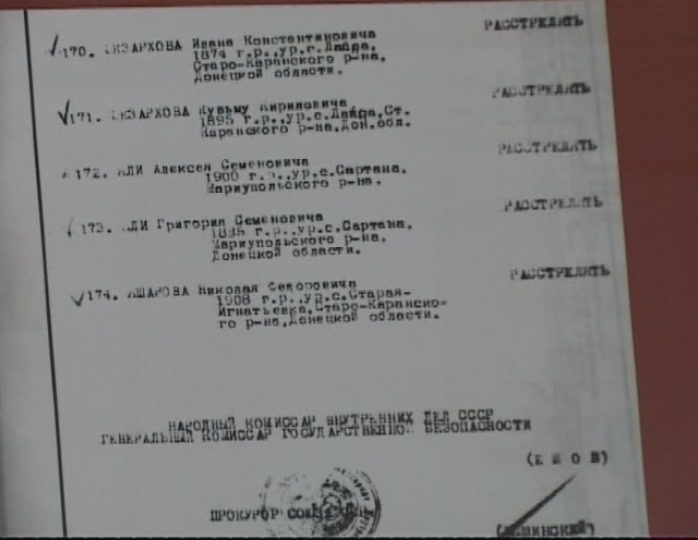
…список містив 174 прізвища, проти всіх зазначено «РОЗСТРІЛЯТИ»

У Приазов'ї, завдяки високій компактності проживання етнічних греків, всі арешти НКВС завершилась в січні 1938 року, 80% з них — у перші два тижні операції, тобто до нового 1938 року. Вже 10 січня 1938 року відбулось перше засідання особливої наради (рос. Особое совещание, або рос. ОСО), яка розглянула перший «грецький» альбом із 174 прізвищ саме приазовських греків, усім винесено вирок — «Розстріляти». Про реалізацію «грецької» операції НКВС колишній заступник УНКВС по Сталінській (нині Донецькій) області Г. Загорський-Зарицький розповідає:
| «Для проведення операції з греками Леплевський (нарком внутрішніх справ УРСР) передав установку заарештувати у що б то не стало 5 000 осіб незалежно від наявності компрометуючих матеріалів на них» Оригінальний текст (рос.) «Для проведения операции по грекам Леплевский (нарком внутренних дел УССР) передал установку арестовать во что бы то ни стало 5000 человек независимо от наличия компрометирующих материалов на них» |
Відтак за всю операцію у грецьких поселеннях Приазов'я заарештовано щонайменше 5 000 осіб (станом на 1926 рік із 104 666 греків УРСР у Маріупольській окрузі мешкало 64 238 греків, у Сталінській — 33 501). Точна кількість жертв і досі не встановлена, оскільки не всі архівні матеріали розсекречені. За даними Івана Джухи та Федерації грецьких товариств України, відомі прізвища тільки 3 479 осіб (таб. 2), з них 96% розстріляно впродовж одного місяця. Зокрема, у селищі міського типу Сартані (Іллічівський район Маріуполя) зі 132 осіб заарештованих 131 чоловіка розстріляли (таб. 3).
Таблиця 2. Кількість жертв «грецької» операції в Приазов'ї за районами
| Район (місто)                 | Розстріляно, осіб |
| ----------------------------- | ----------------- |
| Маріупольський район          | 899               |
| Маріуполь (окремо від району) | 64                |
| Великоянисольський район      | 679               |
| Старобешівський район         | 623               |
| Старокаранський район         | 460               |
| Старокерменчикський район     | 246               |
| Волноваський район            | 175               |
| Володарський район            | 174               |
| Інші населені пункти          | 150               |
| Всього                        | 3479              |
| В'язні ГУЛАГу                 | 158               |

Таблиця 3. Кількість жертв «грецької» операції в Приазов'ї за окремими населеними пунктами
| Кількість жертв «грецької» операції в Приазов'ї за районами | Кількість жертв «грецької» операції в Приазов'ї за районами | Кількість жертв «грецької» операції в Приазов'ї за районами | Кількість жертв «грецької» операції в Приазов'ї за районами |
| Населений пункт                                             | Заарештовано, осіб                                          | Розстріляно, осіб                                           | % розстріляних                                              |
| ----------------------------------------------------------- | ----------------------------------------------------------- | ----------------------------------------------------------- | ----------------------------------------------------------- |
| Анадоль                                                     | 76                                                          | 72                                                          | 94.7                                                        |
| Богатир                                                     | 150                                                         | 138                                                         | 92.0                                                        |
| Велика Каракуба                                             | 137                                                         | 130                                                         | 94.9                                                        |
| Великий Янисоль                                             | 144                                                         | 135                                                         | 93.8                                                        |
| Бугас                                                       | 115                                                         | 103                                                         | 89.6                                                        |
| Константинополь                                             | 165                                                         | 160                                                         | 97.0                                                        |
| Малий Янисоль                                               | 109                                                         | 108                                                         | 99.1                                                        |
| Мангуш                                                      | 252                                                         | 247                                                         | 98.0                                                        |
| Нова Каракуба                                               | 86                                                          | 80                                                          | 93.0                                                        |
| Сартана                                                     | 132                                                         | 131                                                         | 99.2                                                        |
| Стара Гнатівка                                              | 188                                                         | 180                                                         | 95.7                                                        |
| Стара Карань                                                | 134                                                         | 130                                                         | 97.0                                                        |
| Стара Ласпа                                                 | 108                                                         | 103                                                         | 95.4                                                        |
| Старобешеве                                                 | 233                                                         | 223                                                         | 95.7                                                        |
| Старий Керменчик                                            | 168                                                         | 163                                                         | 97.0                                                        |
| Старий Крим                                                 | 110                                                         | 104                                                         | 95.5                                                        |
| Стила                                                       | 248                                                         | 238                                                         | 96.0                                                        |
| Улакли                                                      | 120                                                         | 109                                                         | 90.8                                                        |
| Урзуф                                                       | 66                                                          | 65                                                          | 98.5                                                        |
| Ялта                                                        | 219                                                         | 214                                                         | 97.7                                                        |
| Всього                                                      | 3479                                                        | 3479                                                        | —                                                           |
| Середнє значення                                            | —                                                           | —                                                           | 95,53                                                       |

Опублікована під редакцією українського історика, науковця Донецького університету, професора В. Н. Нікольського «Книга пам'яті греків України» містить дані на 3 606 репресованих, а також всі 24 «альбомні» протоколи НКВС СРСР та прокурора СРСР від 10 січня 1938 року по 11 березня 1938 року. Автори зазначають, що слідчі нерідко вдавались до вигадок, підробляли підписи обвинувачених і уявних свідків, а обвинувачульний висновок складався через кілька днів, тижнів і навіть місяців після винесення смертного вироку. Розстрільні вироки виконувались у Сталіно, серед виконавців: заступник начальника УНКВС по Сталінській області капітан держбезпеки Шашков, начальник першого спецвідділу Зуйков, начальник внутрішньої тюрми УДБ УНКВС Дерновий.
В результаті національної чистки НКВС грецьку громаду Приазов'я майже цілком позбавили інтелігенції: репресовані зачинатель румейської літератури Георгій Костоправ, його соратники Василь Галла, Амфіктіон Димітріу, Харалампій Акрітас та інші . Закриті газета «Колехтивістис» та літературно-художній альманах «Неотита». У грудні 1937 року ліквідований Маріупольський  грецький театр, його режисери та актори, серед яких Г. Р. Дегларі, Д. Д. Теленчі, Ф. І. Кашкер, Г. А. Севда, репресовані. Закрито Маріупольський грецький педагогічний технікум, його викладачі також репресовані. По всьому Приазов'ю закрили національні грецькі школи.

## Реакція Греції
Станом на 1937 рік 95% усього прошарку іноземних підданих в СРСР складали греки, які довгий час жили в Туреччині, а на початку XX століття змушені були рятуватися від винищення мусульманськими фанатиками. Проте офіційну Грецію та СРСР пов'язувала торговельна угода, і уряд країни не бажав псувати стосунки зі стратегічним партнером через «руських греків». Час від часу він надсилав формальні ноти протесту.
Тоді Радянський Союз запропонував прийняти своїх співвітчизників, але Греція відмовилась, оскільки вважала греків СРСР носіями комуністичної ідеології і не бажала її поширення. Крім того Греція переживала економічну скруту у зв'язку із греко-турецьким обміном населення 1923 року. Втім все-таки прийняла близько 10 тисяч біженців, хоча охочих отримати політичний притулок нараховувалось не менше 40 тисяч осіб. Формальна відмова звучала так: грецькі посольства не в змозі видати тисячі нових віз та паспортів. Тим часом репресії торкнулись і посла Греції в СРСР. В березні 1938 року газета «Правда» повідомила, що посол Греції Д. Ніколопулос покінчив життя самогубством через важку хворобу. Розтин тіла проводити заборонили. На той час Д. Ніколопулос служив у Москві тільки півтора місяці, і дослідники вважають, що навряд чи його б відправили на дипломатичну службу важко хворим, а самогубство — замасковане вбивство за підозрою в антирадянській діяльності та шпигунстві.

## Дослідження
Грецька операція НКВС на сучасному етапі залишається недостатньо вивченим питанням. Досі не встановлена кількість греків-жертв репресій 1937—1938 років. Перші публікації в СРСР з'явились тільки в 1980-х роках, здебільшого окремі статті, які за браком офіційних джерел були розрізненими і несистематизованими. Перші спроби системного вивчення подій здійснені в Греції: грецькою мовою видано книги дослідників понтійського еллінізму В. Авгтідіса і К. Фотіадіса. Пізніше видана книга російських істориків М. Бугая та А. Коцоніса «Обязать НКВД СССР… выселить греков» та низка інших робіт. Проте і ці монографії виявились відносно поверхневими, робили акцент на депортації і не давали цілісного уявлення про події 1937—1938 років.
2004 року під егідою периферії країн колишнього СРСР Ради греків зарубіжжя, Асоціації грецьких громадських об'єднань Росії та координатора цих організацій, депутата Державної Думи Російської Федерації Івана Саввіді започатковано проєкт «Грецький мартиролог», покливаний заповнити цю прогалину шляхом комплексного дослідження проблеми в усіх її аспектах — політичному, правовому, географічному, культурологічному. Відповідальним виконавцем проєкту виступив російський дослідник понтійського еллінізму Іван Джуха, уродженець села Роздольне Старобешівського району Донецької області.

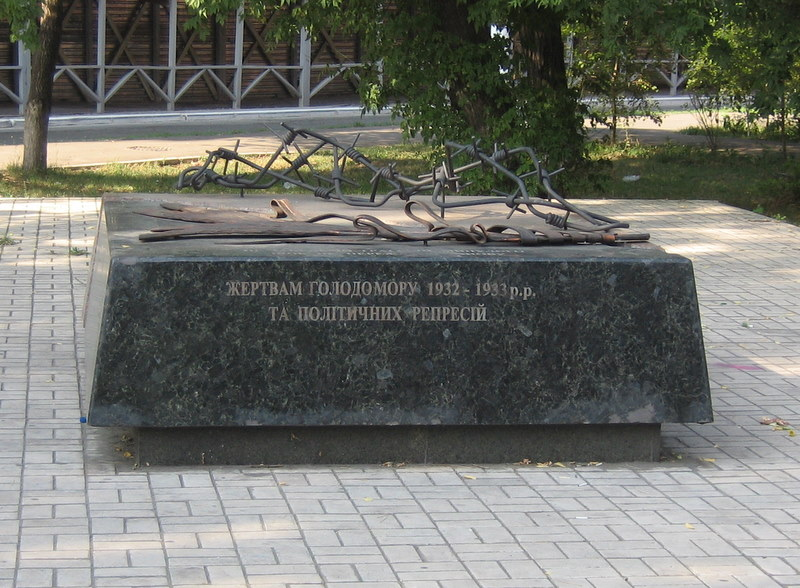
Меморіал жертвам голодомору та політичних репресій в Маріуполі

Завдяки співпраці з архівами Магаданського, Вологодського, Архангельського УВС, Державного архіву республіки Комі, Красноярського краю, архіву «Меморіал», Донецької області, посольства Греції в РФ, архівами Міністерства закордонних справ Греції зібрано багатий документальний матеріал з історії терору (кримінальні справи, спогади, фотографії тощо). Першою у серії досліджень грецької операції, розкуркулення та депортацій греків видано книгу «Греческая операция». У 2006 році грецьким телеканалом «Mega TV» знято документальний фільм. Режисер Аргірас Цепелікас приступив до зйомок нового документального фільму. Про свій намір зняти багатосерійний фільм по темі заявив відомий грецький журналіст Павлос Нерадзіс. Триває розробка проєкту меморіалу жертвам грецької операції в СРСР, який встановлять у Магадані.
Грецькі громади України також беруть участь у реалізації головних цілей проєкту «Грецький мартиролог». 2008 року з нагоди 70-річчя Грецької операції НКВС у місті Маріуполі проведено фотовиставку, на якій представлено фотографії, створені керівником проєкту в різних місцях СНД, головним чином у колишніх таборах ГУЛАГу, а також копії офіційних документів, постанов, розпоряджень тощо. Щорічно біля меморіалу жертвам голодомору та політичних репресій в Маріуполі грецька громада міста проводить мітинг-реквієм по загиблим співвітчизникам, жертвам політичних репресій 1937—1938 років.

## Проблеми реабілітації в РФ
Невирішеним залишається питання реабілітації греків як нації: нині всі репресовані поіменно реабілітовані, а нація в цілому — ні. В Україні подібна ініціатива ще не висувалась, проте греки Росії з 1993 року домагаються політичної реабілітації як нації. Закон РРФСР від 26 квітня 1991 року за № 4 107-1 «Про реабілітацію репресованих народів» не називає жодного народу, тому є базовим для прийняття рішень по конкретним націям згідно зі статтею 13. Разом з тим, впродовж 1992—1994 років були офіційно реабілітовані: російські німці — Указом Президента РФ № 231 від 21 лютого 1992 року; російські корейці — Постановою Державної Думи РФ № 4721-1 від 01 квітня 1993 року; російські фіни — Постановою Державної Думи РФ № 5229-1 від 29 червня 1993 року; карачаївці — Постановою Уряду РФ № 1100 від 30 жовтня 1993 року; калмики — Указом Президента РФ № 2290 від 25 грудня 1993 року та балкарці — Указом Президента РФ № 448 від 03 березня 1994 року.
Зрештою 2005 року Іван Саввіді подав до розгляду Держдуми законопроєкт «Про реабілітацію російських греків», яким пропонувалось визнати, що політична реабілітація російських греків означає їх право на вільний національний розвиток, а також право відновити громадянство Російської Федерації грекам, що були незаконно депортовані в інші республіки СРСР. Одночасно в адміністрацію Президента РФ направлено лист, на який Саввіді отримав лист від адміністрації Президента РФ, в якому зазначалось, що виселення греків здійснювалося інакше, не як «російських греків», а як грецьких підданих, колишніх грецьких підданих або грецьких підданих, прийнятих у російське громадянство. Крім того, виселення проводилося не стільки з території РРФСР, скільки з територій інших республік колишнього СРСР — з Грузинської РСР, Азербайджанської РСР, Вірменської РСР та Української РСР. У зв'язку з цим постановка питання про видання указу Президента Російської Федерації про реабілітацію російських греків видається проблематичною. Після цього законопроєкт було знято з розгляду за відкликанням автора.